# Heinz Werner Zimmermann
Heinz Werner Zimmermann (Friburgo de Brisgovia, 11 de agosto de 1930-25 de enero de 2022) es un compositor alemán.

## Biografía
Recibió su primera instrucción de composición de 1946 a 1948 con Julius Weismann y estudió de 1950 a 1954 en Heidelberg con Wolfgang Fortner así como en el Kirchenmusikalisches Institut Heidelberg (Instituto para Música de Iglesia). Después de pasar sus exámenes en el Freiburg Conservatory con Harald Genzmer, llegó a ser el sucesor de Fortner en Heidelberg. Allí  mantuvo contactos con el musicólogo Thrasyboulos Georgiades, cuyos estudios de ritmo y lengua le influyeron mucho, junto con su dedicación a los  espirituales y el jazz americano. De 1963 a 1976, Heinz Werner Zimmermann fue director de la Spandauer Kirchenmusikschule (Escuela de música de Iglesia de Spandau), y desde 1975 a 1996 sucesor de Kurt Hessenberg como profesor de composición en la Universidad de Música y Artes Escénicas de Fráncfort (Brusniak 2001).
Le han sido otorgado los Premios de Música de las ciudades de Stuttgart y Berlín, un Villa Massimo Stipend en 1965/66, y recibió en 1982 el Premio Johann Sebastian Bach. La universidad americana de Wittenberg en Springfield le concedió un doctorado honorario, ya que  Zimmermann escribió tres tesis en EE. UU., incluyendo una en la Universidad de Stanford en California. Estaba casado con la organista Renate Zimmermann.

## Obras
Sus obras más conocidas son los motetes sacros en contrabajo tocado con la técnica del pizzicato, sus salmos para órgano, y su Prosalieder. Entre sus obras maestras están su Missa profana, el oratorio sacro La Biblia de Espirituales así como su Sinfonía sacra.